# Orgasm (album)
Orgasm è un album in studio del gruppo musicale statunitense Cromagnon, pubblicato nel 1969 dalla ESP-Disk. L'album è stato ristampato nel 2000 con il titolo Cave Rock.

## Descrizione
Orgasm è stato registrato nell' A-1 Sound Studio nella Upper West Side di New York City nel 1969. La tecnica del muro del suono di Phil Spector, di cui il produttore Brian Elliot era un fan, ha fortemente influenzato il suono dell'album. Durante la registrazione, i membri della band hanno chiesto a un gruppo pop-rock chiamato The Boss Blues che passava per caso davanti allo studio insieme ad amici, e anche a semplici passanti, di contribuire all'album; questo insieme di persone fu citato come Connecticut Tribe.
Sul concept dell'album uno dei membri della Connecticut Tribe e dei The Boss Blues della band Sal Salgado ha dichiarato nel 2001:

## Tracce
Testi e musiche di Austin Gramere, eccetto dove indicato.
1. Caledonia (Austin Gramere, Brian Elliot)
2. Ritual Feast Of The Libido
3. Organic Sundown
4. Fantasy
5. Crow Of The Black Tree
6. Genitalia
7. Toth, Scribe I
8. First World Of Bronze

## Formazione
Le seguenti persone hanno contribuito ad Orgasm:

### Gruppo
- Austin Grasmere (voce, musica)
- Brian Elliot (voce, musica)

### Connecticut Tribe
- Peter Bennett (basso)
- Jimmy Bennett (chitarra, cornamusa)
- Vinnie Howley (chitarra)
- Sal Salgado (percussioni)
- Nelle Tresselt (membro onorario)
- Mark Payuk (cori)
- Gary Leslie (cori, effetti sonori)